# 18 Aquarii
18 Aquarii, som är stjärnans Flamsteed-beteckning, är en ensam stjärna belägen i den östra delen av stjärnbilden Vattumannen. Den har en skenbar magnitud på 5,49 och är svagt synlig för blotta ögat där ljusföroreningar ej förekommer. Baserat på parallaxmätning inom Hipparcosuppdraget på ca 21,2 mas, beräknas den befinna sig på ett avstånd på ca 154 ljusår (ca 47 parsek) från solen. Den rör sig närmare solen med en heliocentrisk radiell hastighet på ca -3 km/s.

## Egenskaper
18 Aquarii är en misstänkt variabel och en gulvit stjärna i huvudserien av spektralklass F0V. Den har en massa som är ca 1,5 gånger större än solens massa, en radie, som är ca 2,2 gånger större än solens och utsänder från dess fotosfär ca 12 gånger mera energi än solen vid en effektiv temperatur av ca 7 200 K.